# Мъжкарана
Мъжкарана е момиче или жена, която има поведение, типично за момче или прилича и се облича като момче. Тя обича да върши неща, които се считат за нетипични за момичета. Поведението ѝ е шумно и палаво. Често предпочита по-скоро да бъде приятел с момчета, отколкото с момичета.